# Saskia Clark
Saskia Clark, MBE (* 23. August 1979 in Colchester) ist eine britische Seglerin.

## Erfolge
Saskia Clark nahm an drei Olympischen Spielen in der 470er Jolle teil. 2008 belegte sie mit Christina Bassadone den sechsten Platz. Vier Jahre darauf wurde sie in London gemeinsam mit Hannah Mills mit insgesamt 51 Punkten hinter dem neuseeländischen und vor dem niederländischen Boot Zweite und sicherte sich damit die Silbermedaille. Bei den Olympischen Spielen 2016 in Rio de Janeiro gelang ihr mit Mills ein erneuter Medaillengewinn, als sie mit 44 Punkten dieses Mal vor den Neuseeländerinnen Jo Aleh und Olivia Powrie Olympiasiegerin wurde. Bei Weltmeisterschaften gewann sie mit Mills in der 470er Jolle zunächst 2011 in Perth die Silbermedaille, ehe den beiden im Jahr darauf in Barcelona der Titelgewinn gelang. Es folgten der Gewinn von Bronze 2014 in Santander und Silber 2015 in Haifa. Bereits 2005 hatte sie in San Francisco mit Christina Bassadone Silber gewonnen sowie 2007 in Cascais Bronze.
Ende 2016 wurde sie, wie auch Hannah Mills, für ihren Olympiaerfolg zum Member des Order of the British Empire ernannt. Im selben Jahr zeichnete der Weltverband World Sailing Clark und Mills als Weltseglerinnen des Jahres aus.